# Takehiro Tomiyasu
Takehiro Tomiyasu (冨安 健洋 Tomiyasu Takehiro?, Fukuoka, 5 de noviembre de 1998) es un futbolista japonés que juega como defensa,actualmente se encuentra sin equipo tras abandonar Arsenal F.C luego de 4 años.

## Selección nacional
Es internacional absoluto con la selección de Japón desde 2018. Ha jugado un total de 42 partidos en los cuales ha marcado un gol.

### Participaciones en Copas del Mundo
| Mundial      | Sede  | Resultado        | Partidos | Goles |
| ------------ | ----- | ---------------- | -------- | ----- |
| Mundial 2022 | Catar | Octavos de final | 3        | 0     |

## Estadísticas

### Clubes
Actualizado al último partido disputado el 5 de octubre de 2024.
| Club                        | Div.          | Temporada     | Liga  | Liga  | Copas nacionales | Copas nacionales | Copas internacionales | Copas internacionales | Total | Total |
| Club                        | Div.          | Temporada     | Part. | Goles | Part.            | Goles            | Part.                 | Goles                 | Part. | Goles |
| --------------------------- | ------------- | ------------- | ----- | ----- | ---------------- | ---------------- | --------------------- | --------------------- | ----- | ----- |
| Avispa Fukuoka Japón        | 2.ª           | 2015          | 0     | 0     | 1                | 0                | —                     | —                     | 1     | 0     |
| Avispa Fukuoka Japón        | 1.ª           | 2016          | 10    | 0     | 6                | 0                | —                     | —                     | 16    | 0     |
| Avispa Fukuoka Japón        | 2.ª           | 2017          | 37    | 1     | 2                | 0                | —                     | —                     | 39    | 1     |
| Avispa Fukuoka Japón        | Total club    | Total club    | 47    | 1     | 9                | 0                | 0                     | 0                     | 56    | 1     |
| Sint-Truidense · Bélgica    | 1.ª           | 2017-18       | 1     | 0     | 0                | 0                | —                     | —                     | 1     | 0     |
| Sint-Truidense · Bélgica    | 1.ª           | 2018-19       | 37    | 1     | 3                | 0                | —                     | —                     | 40    | 1     |
| Sint-Truidense · Bélgica    | Total club    | Total club    | 38    | 1     | 3                | 0                | 0                     | 0                     | 41    | 1     |
| Bologna F. C. 1909 · Italia | 1.ª           | 2019-20       | 29    | 1     | 1                | 0                | —                     | —                     | 30    | 1     |
| Bologna F. C. 1909 · Italia | 1.ª           | 2020-21       | 31    | 2     | 2                | 0                | —                     | —                     | 33    | 2     |
| Bologna F. C. 1909 · Italia | 1.ª           | 2021-22       | 1     | 0     | —                | —                | —                     | —                     | 1     | 0     |
| Bologna F. C. 1909 · Italia | Total club    | Total club    | 61    | 3     | 3                | 0                | 0                     | 0                     | 64    | 3     |
| Arsenal F. C. Inglaterra    | 1.ª           | 2021-22       | 21    | 0     | 1                | 0                | —                     | —                     | 22    | 0     |
| Arsenal F. C. Inglaterra    | 1.ª           | 2022-23       | 21    | 0     | 2                | 0                | 8                     | 0                     | 31    | 0     |
| Arsenal F. C. Inglaterra    | 1.ª           | 2023-24       | 22    | 2     | 2                | 0                | 6                     | 0                     | 30    | 2     |
| Arsenal F. C. Inglaterra    | 1.ª           | 2024-25       | 1     | 0     | 0                | 0                | 0                     | 0                     | 1     | 0     |
| Arsenal F. C. Inglaterra    | Total club    | Total club    | 65    | 2     | 5                | 0                | 14                    | 0                     | 84    | 2     |
| Total carrera               | Total carrera | Total carrera | 211   | 7     | 20               | 0                | 14                    | 0                     | 245   | 7     |

## Palmarés

### Campeonatos nacionales
| Título           | Club          | Sede       | Año  |
| ---------------- | ------------- | ---------- | ---- |
| Community Shield | Arsenal F. C. | Inglaterra | 2023 |